# Marc Fleurbaey
Marc Fleurbaey, sinh ngày Ngày 11 tháng 10 năm 1961 trong Mesnil-Raoul (Vụ Seine-Maritime, trong khu vực của Normandy ở Pháp), là một nhà kinh tế chuyên gia Pháp trong phúc lợi kinh tế và kinh tế học chuẩn tắc. Nhà nghiên cứu và giáo viên từ năm 1994 tại Pháp, Vương quốc Anh và Hoa Kỳ, ông là Giáo sư Kinh tế và Công vụ của Robert E. Kuenne tại Đại học Princeton từ năm 2011. Ông cũng giữ chức Chủ tịch Kinh tế về Sức khỏe tại Đại học Nghiên cứu Thế giới. Ông là giám đốc của Viện thống kê và nghiên cứu kinh tế quốc gia từ năm 1986 đến năm 1994.

## Tiểu sử

### Đào tạo
Marc Fleurbaey tốt nghiệp ENSAE ParisTech (1986), bằng thạc sĩ triết học tại Đại học Paris-Nanterre (1991) và bằng tiến sĩ kinh tế tại Trường Khoa học Xã hội (1994).

### Nghề nghiệp
Marc Fleurbaey là từ năm 2011 Robert E. Kuenne Giáo sư Kinh tế và Công vụ Lưu trữ ngày 12 tháng 4 năm 2019 tại Wayback Machine tại Trường Quan hệ Công chúng và Quốc tế Woodrow Wilson tại Đại học Princeton. Ông cũng là thành viên nghiên cứu tại Trung tâm giá trị con người của Đại học, Trung tâm sức khỏe và phúc lợi, Trung tâm lý thuyết kinh tế William S. Dietrich II Lưu trữ ngày 13 tháng 4 năm 2019 tại Wayback Machine và Viện môi trường Princeton.

## Cam kết trong cuộc tranh luận công khai
Marc Fleurbaey là một nhà nghiên cứu tham gia vào cuộc sống công cộng. Các cam kết của ông đã được thực hiện trong vai trò cố vấn cho Ngân hàng Thế giới , Liên hợp quốc  và OECD , thông qua những đóng góp của ông cho một số báo cáo và hoa hồng quốc gia và quốc tế phương tiện truyền thông thường xuyên đưa tin về các vấn đề xã hội liên quan đến hạnh phúc, tiến bộ xã hội, chính sách công và biến đổi khí hậu.

### Báo cáo và hoa hồng

#### Hội đồng quốc tế về tiến bộ xã hội (IPSP)
Fleurbaey đồng chỉ đạo Hội đồng quốc tế về tiến bộ xã hội (IPSP), tập hợp hơn 300 nhà nghiên cứu về kinh tế và khoa học xã hội. IPSP mời chúng ta suy nghĩ lại về xã hội trong thế kỷ 21 và đề xuất một tầm nhìn mới về tiến bộ xã hội trong một thế giới toàn cầu hóa và kết nối với nhau. Hội đồng đã dẫn đến hai ấn phẩm: báo cáo IPSP và bản tuyên ngôn, cả hai được xây dựng theo quan điểm liên ngành. Trong số rất nhiều cam kết công khai của mình, ông đã là thành viên của Ủy ban Stiglitz về Đo lường hiệu quả kinh tế và tiến bộ xã hội, được ủy quyền bởi Tổng thống Cộng hòa Pháp. Ông cũng là điều phối viên cho Báo cáo đánh giá lần thứ năm (2014) của Hội đồng liên chính phủ về biến đổi khí hậu (IPCC). Gần đây, ông đã lãnh đạo Hội đồng quốc tế về tiến bộ xã hội (IPSP), tập hợp hơn 300 nhà nghiên cứu về kinh tế và khoa học xã hội. Trong số các thành viên của ủy ban tài trợ có một số Nobels of econom, bao gồm Amartya Sen, Kenneth Arrow và James Heckman. Anthony Atkinson, một nhà kinh tế chuyên về bất bình đẳng và giáo sư kinh tế tại Oxford, Manuel Castells, nhà xã hội học và là người giành giải thưởng Holberg, Edgar Morin, nhà xã hội học và triết gia, và Michael Porter, nhà kinh tế và giáo sư chiến lược tại Harvard.